# Chanhassen
La ville de Chanhassen est située dans les comtés de Carver et Hennepin, dans l’État du Minnesota, au sud-ouest de Minneapolis, aux États-Unis. Sa population s’élevait à 22 952 habitants lors du recensement de 2010, estimée à 25 947 habitants en 2020.

## Origine du nom
Le nom de la ville provient du mot chanhasen qui signifie « érable à sucre » en langue dakota.

## Démographie
| Groupe            | Chanhassen | Minnesota | États-Unis |
| ----------------- | ---------- | --------- | ---------- |
| Blancs            | 92,5       | 85,3      | 72,4       |
| Asiatiques        | 3,9        | 4,0       | 4,8        |
| Métis             | 1,5        | 2,4       | 2,9        |
| Afro-Américains   | 1,1        | 5,2       | 12,6       |
| Autres            | 0,9        | 2,0       | 6,4        |
| Amérindiens       | 0,1        | 1,1       | 0,9        |
| Total             | 100        | 100       | 100        |
|                   |            |           |            |
| Latino-Américains | 2,3        | 4,7       | 16,7       |

Selon l’American Community Survey, pour la période 2011-2015, 91,17 % de la population âgée de plus de 5 ans déclare parler anglais à la maison, alors que 2,91 % déclare parler l'espagnol, 1,07 % le vietnamien, 0,89 % une langue chinoise, 0,70 % l'ourdou et 3,26 % une autre langue.
Le revenu par habitant était en moyenne de 52 452 dollars par an entre 2012 et 2016, au-dessus de la moyenne du Minnesota (33 225 dollars), et de la moyenne nationale (29 829 dollars). Sur cette même période, 3,5 % des habitants de Little Canada vivaient sous le seuil de pauvreté (contre 9,9 % dans l'État et 12,7 % à l'échelle des États-Unis).

## Personnalités liées à la ville
- L’acteur Tony Denman a grandi à Chanhassen.
- Le musicien de jazz John L. Nelson, père de Prince, est mort à Chanhassen.
- Le musicien Prince est mort à Chanhassen.

## À noter
Le siège du mouvement Eckankar se trouve à Chanhassen.
Le complexe Paisley Park du musicien Prince se trouve à Chanhassen, il est devenu un musée depuis sa mort en 2016.

## Galerie photographique

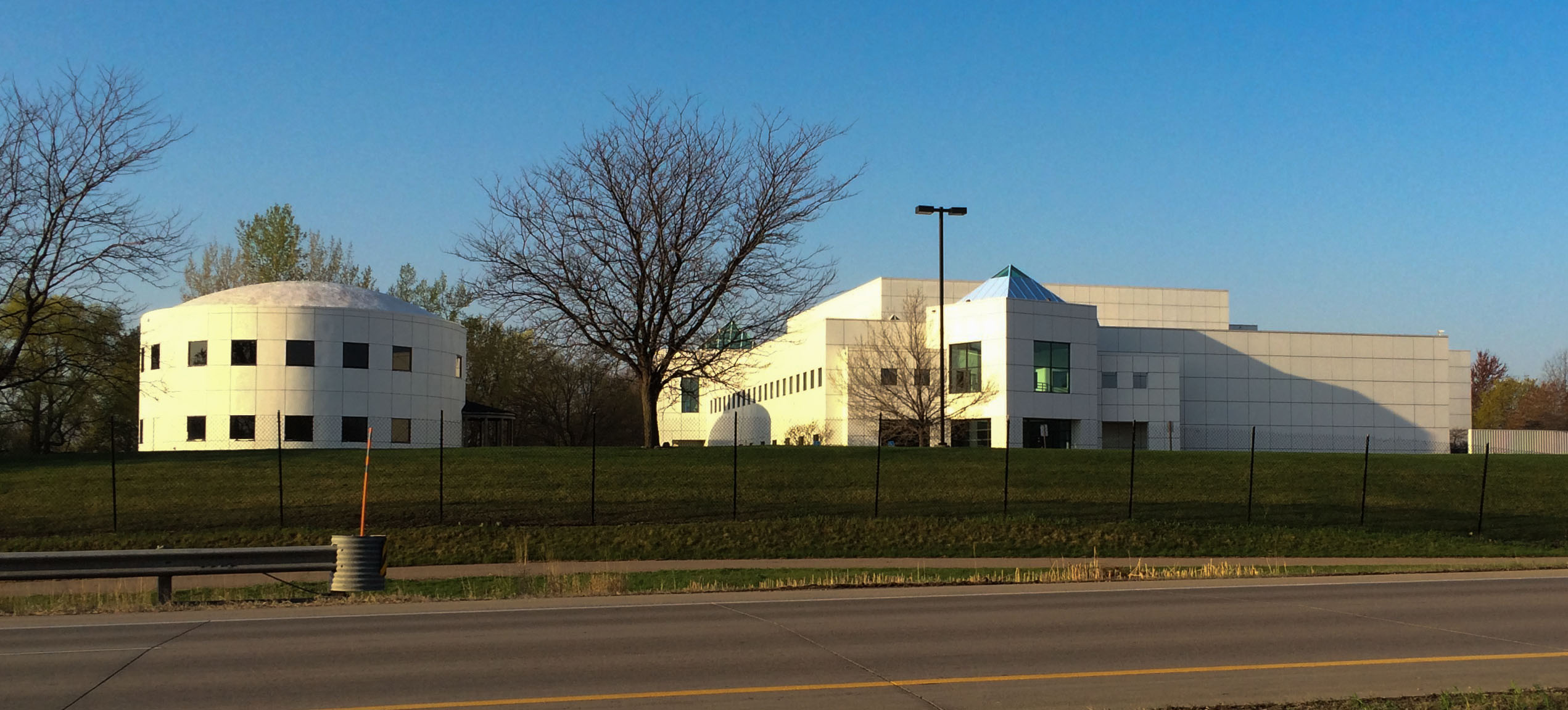
Paisley Park
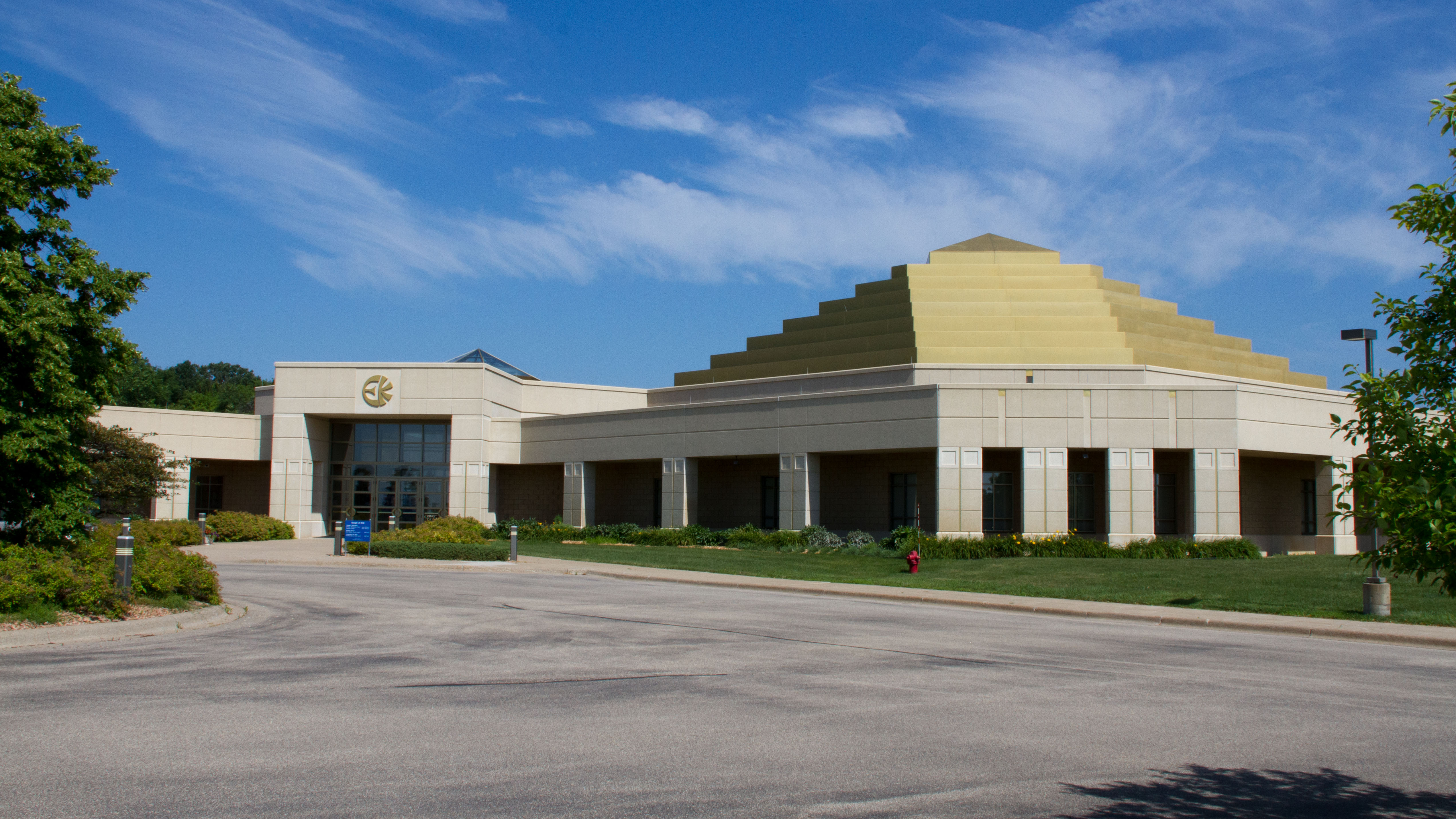
Le temple Eckankar
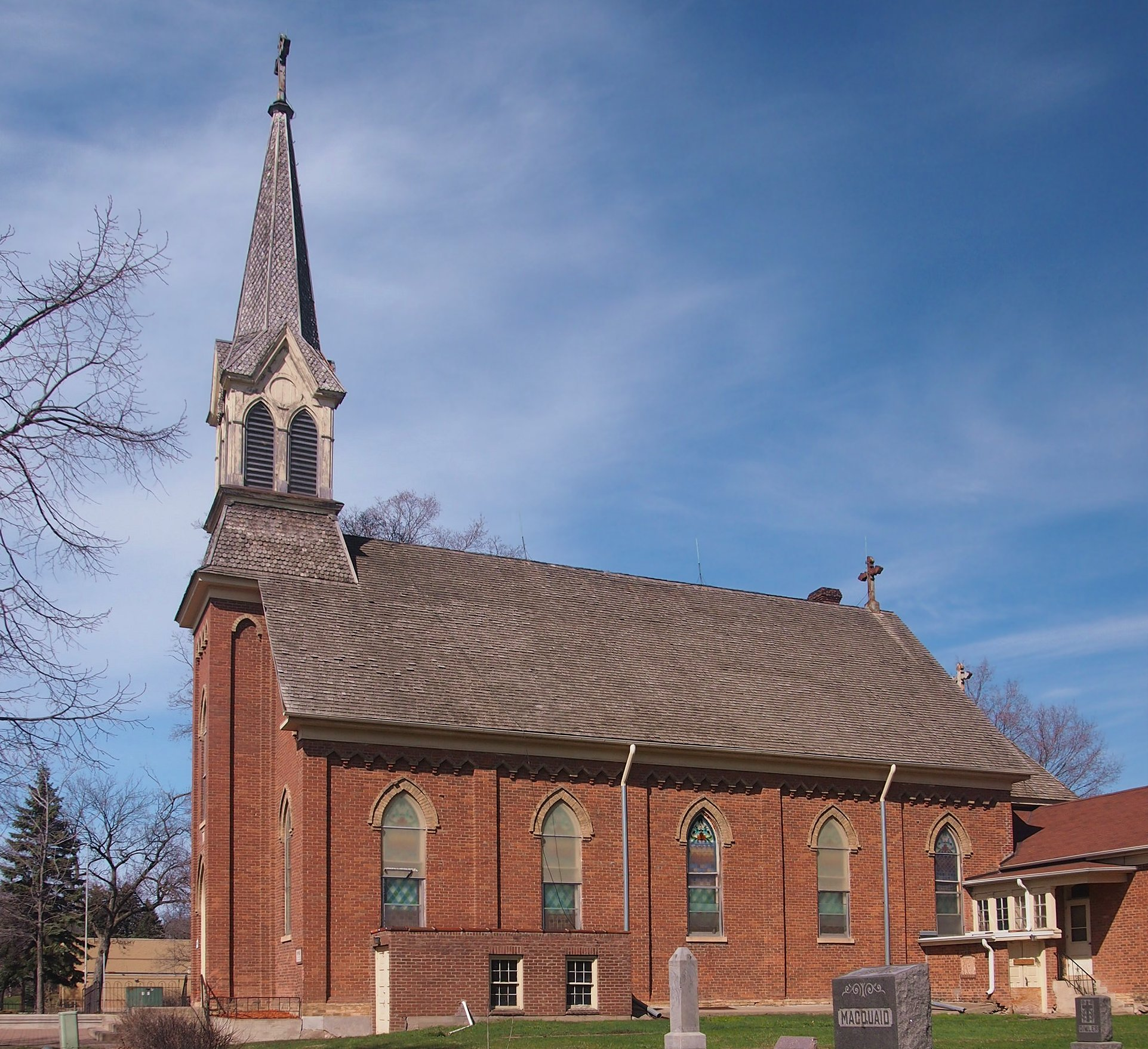
L’église Saint Hubertus
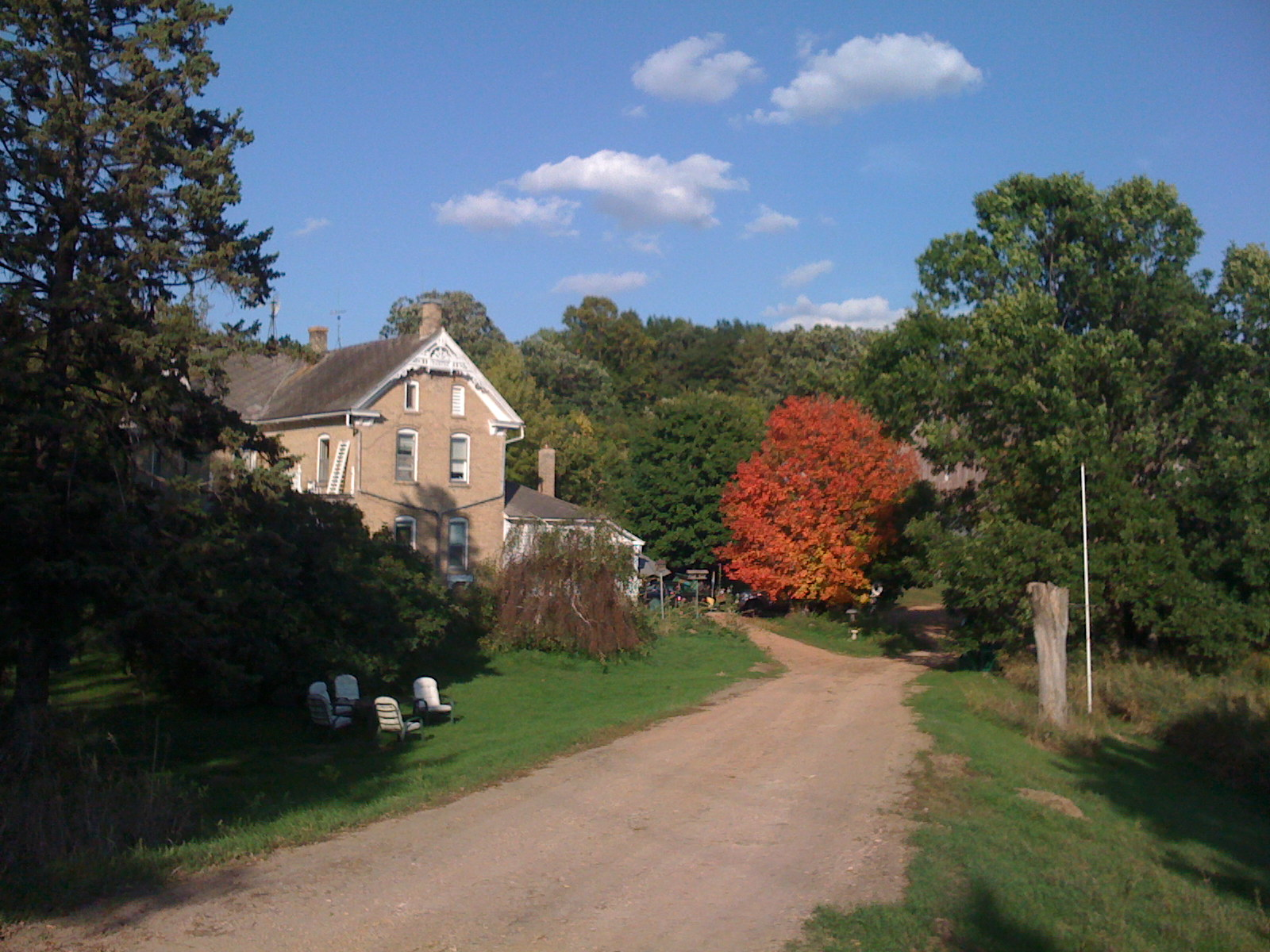
Heck House